# Aldford and Saighton
Aldford and Saighton är en civil parish i Cheshire West and Chester i Cheshire i England. Den består av de tidigare civil parishes Aldford, Buerton, Churton Heath, Lea Newbold och större delen av Saighton. Den bildades 1 april 2015. Parish har 468 invånare (2017).